# Osada Michiyasu
Osada Michiyasu (sinh ngày 5 tháng 3 năm 1978) là một cầu thủ bóng đá người Nhật Bản.

## Giải vô địch bóng đá U-20 thế giới
Osada Michiyasu được triệu tập vào đội tuyển U-20 Nhật Bản tham dự Giải vô địch bóng đá U-20 thế giới 1997.